# Puerta de Hal (Bruselas)
La puerta de Hal o Halle (en francés: Porte de Hal; en neerlandés: Hallepoort), construida en 1381, es el último vestigio de la segunda muralla medieval de Bruselas. Antiguamente llevaba el nombre de puerta de Obbrussel (Alto Bruselas, hoy comuna de Saint-Gilles).
La puerta de Halle cesó su función militar en 1564. La muralla, en la que inicialmente se abrían 7 puertas, fue destruida entre 1818 y 1840 para permitir la construcción de los bulevares de la petite ceinture o periférico interior de Bruselas, que delimita el centro histórico de la ciudad. La Puerta de Halle se encuentra actualmente situada en el bulevar de Midi y sobre la estación de metro que lleva su nombre.
La puerta de Hal ha servido sucesivamente como granero, casa de misericordia, prisión y archivo antes de convertirse en museo en 1847.

## Transformaciones delsigloXIX
En 1830, tras la Revolución belga, los trabajos de demolición de las ruinas de la segunda muralla de Bruselas llegaron hasta la puerta de Hal. Aunque algunas voces abogaron por su destrucción, el gobierno decidió conservarla, y confió las obras iniciales de acondicionamiento (drenaje, obturación de ventanas) al arquitecto Tilman-François Suys. En 1840 se eleva 3 metros el bulevar por el lado de la rue Haute, lo que imposibilita el paso de carros por la puerta.
En 1860 se decide renovar y acondicionar la torre para convertirla definitivamente en museo. El proyecto se asigna al arquitecto Henri Beyaert. Los trabajos se llevan a cabo entre 1868 y 1871.
En la época no se da tanta importancia a la autenticidad, como preconiza Violet le Duc. Beyaert se plantea la obra como una adaptación museística a partir de una estructura existente. Para evitar que los visitantes accedan al interior de la torre por las estrechas escaleras de caracol que contenían las antiguas murallas, se transforma la austera torre medieval, añadiéndole una escalera amplia y dándole un cierto aire de castillo neogótico, más conforme con la imagen romántica de la Edad Media que se tenía en ese periodo. Las salas interiores se decoran dándoles un aspecto medieval, y se sustituyen las ventanas rectangulares originales por ventanas ojivales.
La torre se corona con un gran tejado sostenido por un espléndido trabajo de carpintería, y se añaden torretas, almenas y un camino que rodea la torre.
Se rediseña la fachada que mira hacia el centro histórico, añadiendo una gran torre circular que contiene una monumental escalera helicoidal con tejado cónico. Por el lado de Saint-Gilles, la torre mantiene un aspecto más próximo al original.

## Museo de la puerta de Hal
En 1847, la puerta de Hal albergaba los Museos Reales de Armas, Armaduras, Antigüedades y Etnología, creados por el joven Estado belga para justificar su existencia, que más tarde se convertirán en los Museos Reales de Arte e Historia.
En 1889 la puerta de Hal comienza a quedarse pequeña para albergar todas las colecciones del museo, que aumentan sin cesar. La administración las divide: armas y armaduras permanecen en la puerta de Hal, mientras que las antigüedades se trasladan al museo del Cincuentenario, a donde también llegan en 1906 las piezas etnográficas.
En 1976, las colecciones de armas y armaduras se depositan en el Museo Real del Ejército y la Historia Militar, situado asimismo en el Cincuentenario, mientras en la puerta de Hal se lleva a cabo una nueva fase de restauración que se alarga varios años. Esta restauración se complementa con excavaciones arqueológicas, que sacan a la luz los caminos de carros, vestigios del rastrillo y del puente levadizo, las arquerías, el punto de comunicación entre la puerta y la muralla, etc.
Después de su reapertura en la década de 1990, aún como museo perteneciente a los Museos Reales de Arte e Historia, la puerta de Hal alberga exposiciones temporales sobre el folclore o la ciudad
En 2007 se realizan nuevos trabajos de renovación. El 6 de junio de 2008, la puerta de Hal vuelve a abrir sus puertas al público.
Tras su fachada blanca totalmente limpia, los visitantes pueden admirar, en forma de exposición permanente totalmente renovada, la historia del edificio y de su ocupación a través de los siglos, pero también la de la villa, su defensa, sus corporaciones o su folclore, facetas estrechamente ligadas entre ellas.
Entre las piezas expuestas se pueden admirar varias obras maestras célebres, como collares de las guildas, la armadura de desfile del archiduque Alberto de Austria, su caballo disecado y el de su esposa, la infanta Isabel Clara Eugenia de Austria, la supuesta cuna de Carlos V o el cuadro atribuido a Anton Sallaert que representa a la infanta Isabel participando en la fiesta de los ballesteros en el Sablon.
El tercer piso y la buhardilla de la puerta de Hal están reservados a exposiciones temporales y otros eventos.

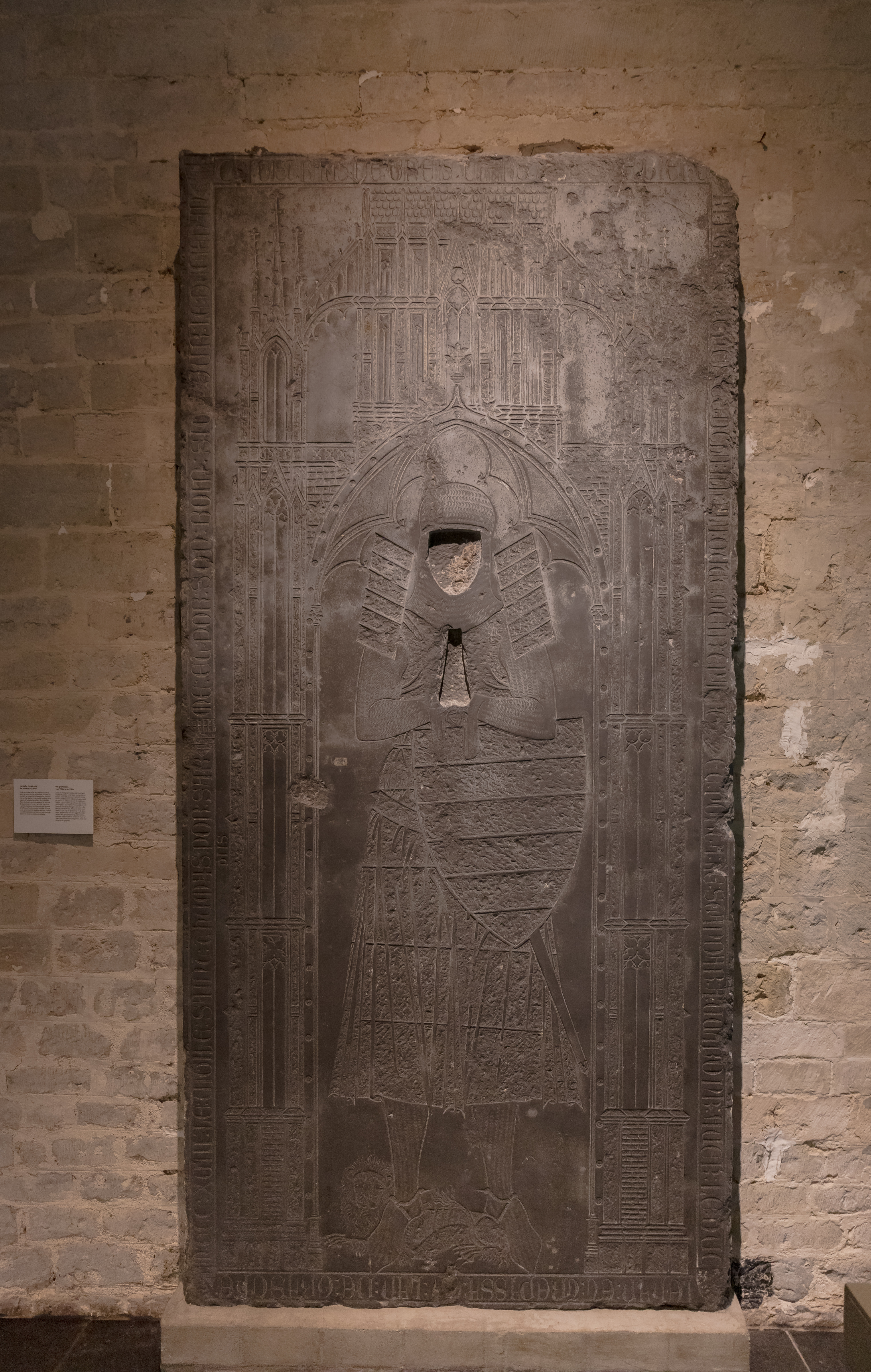
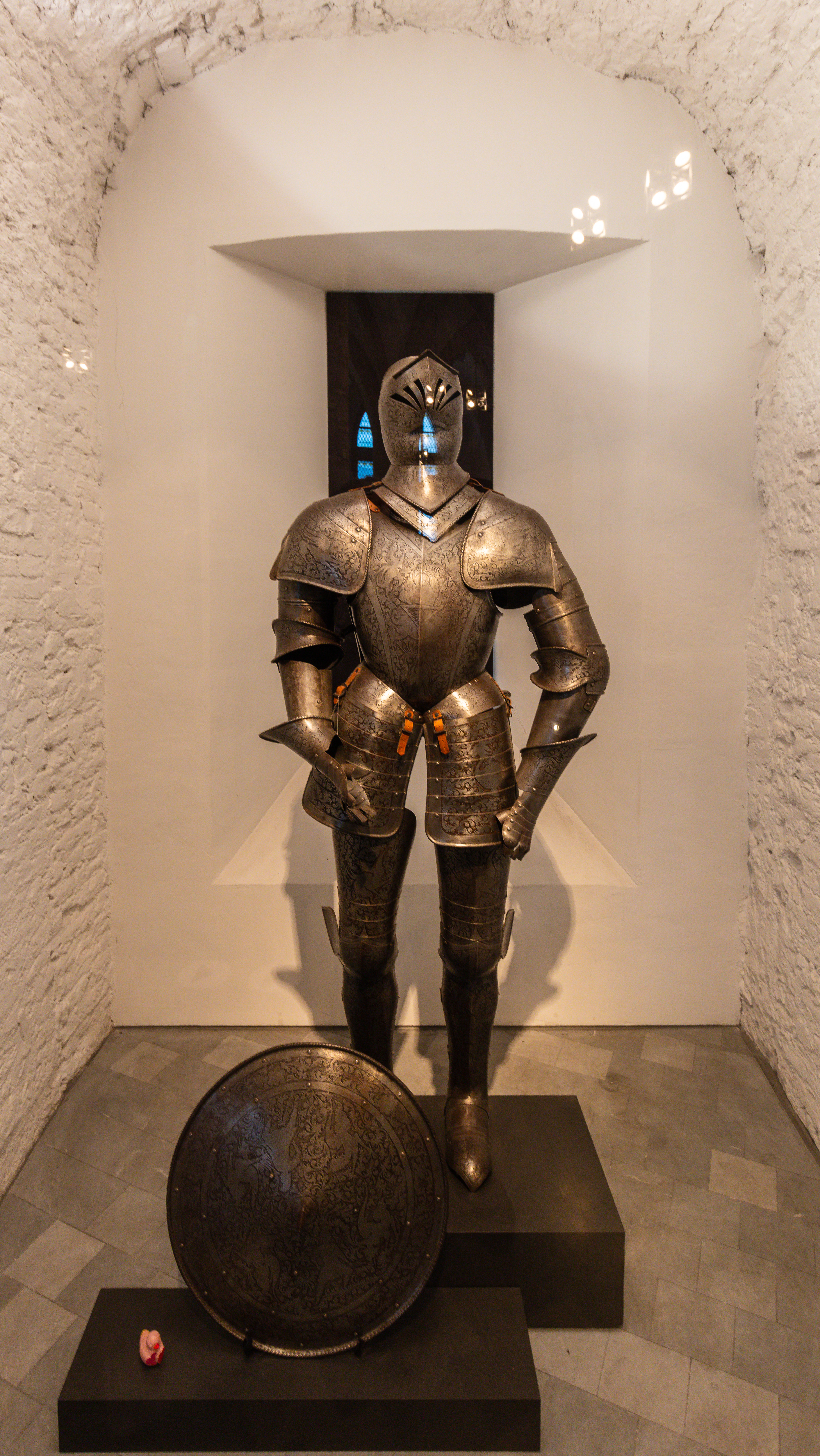
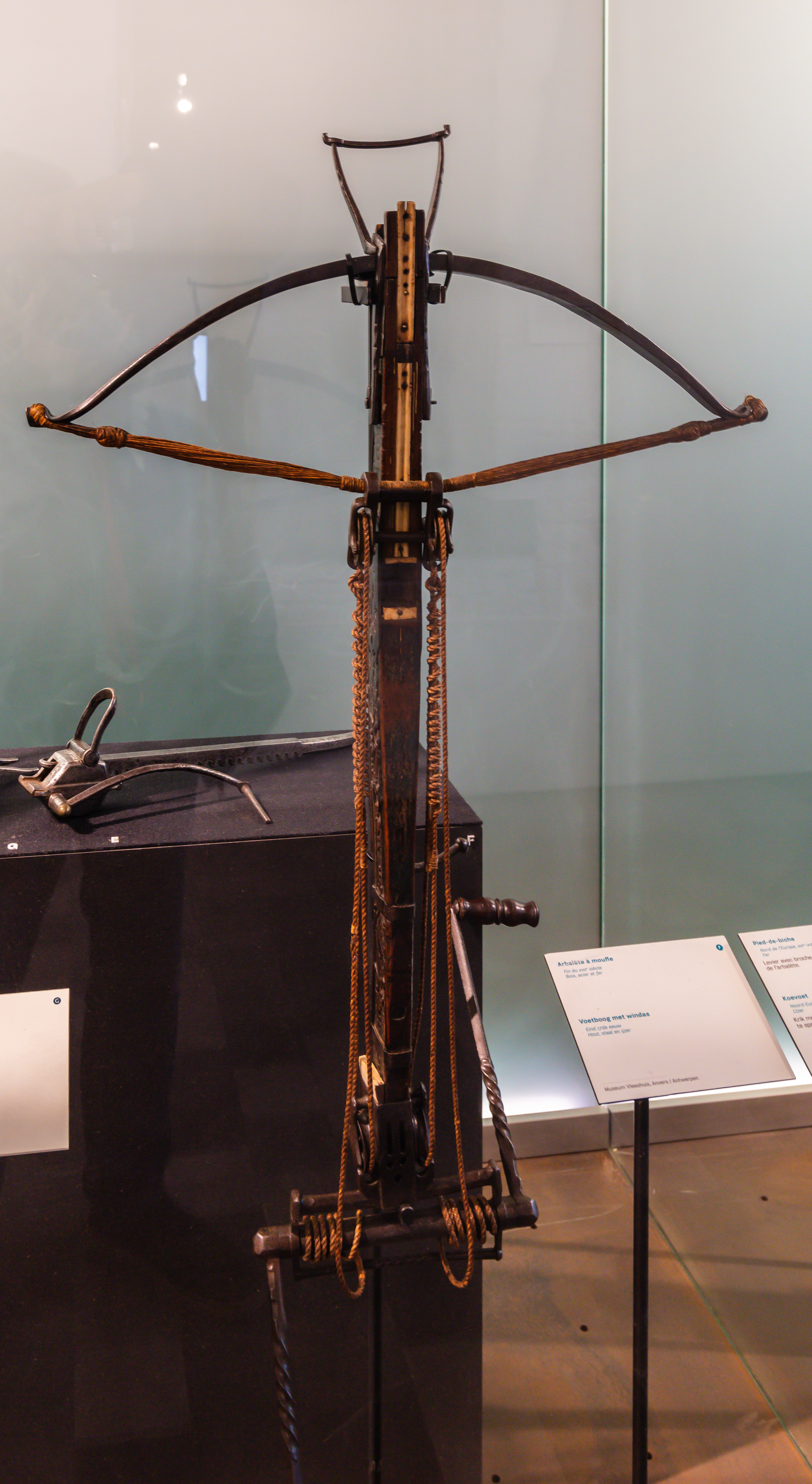
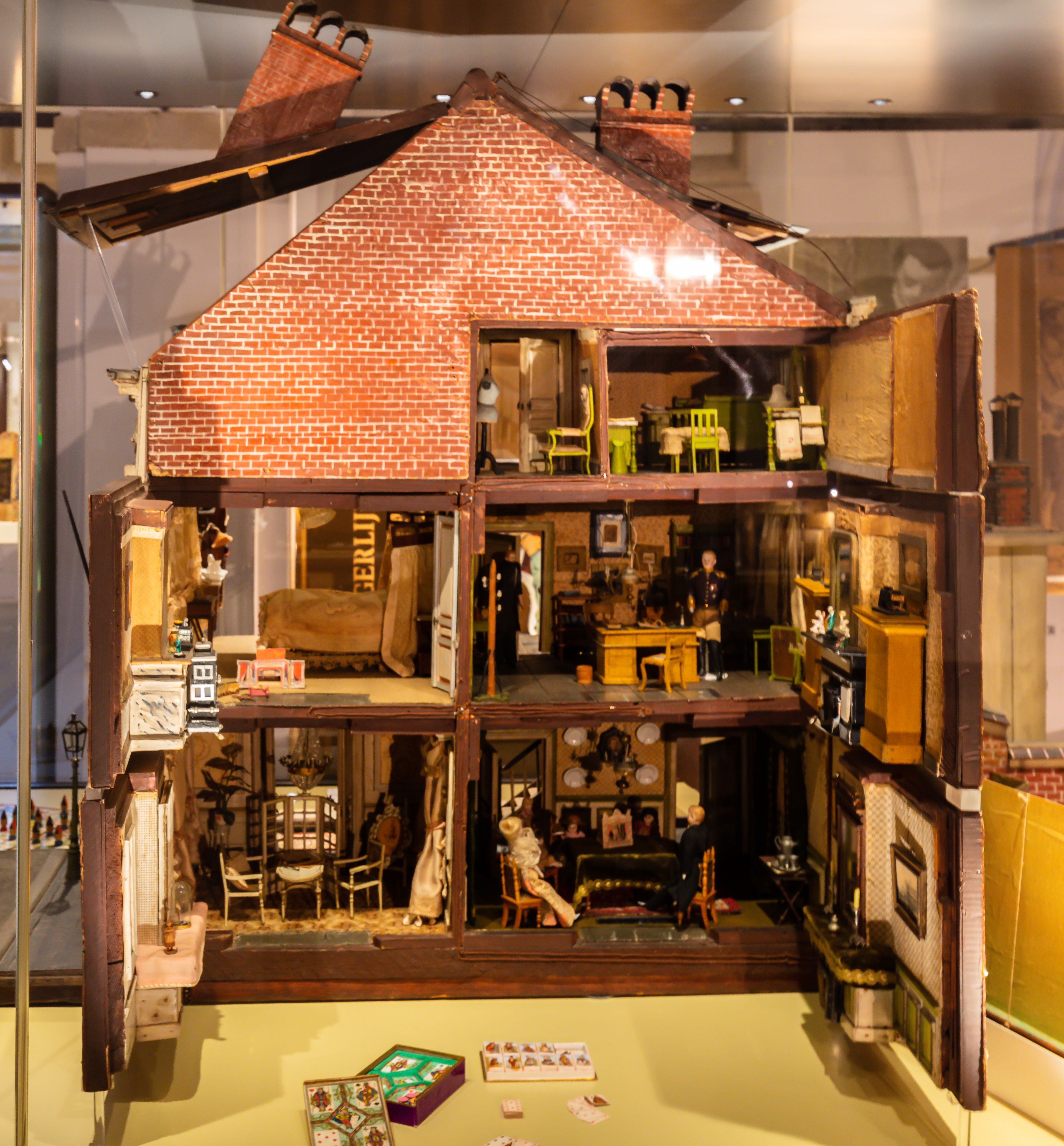
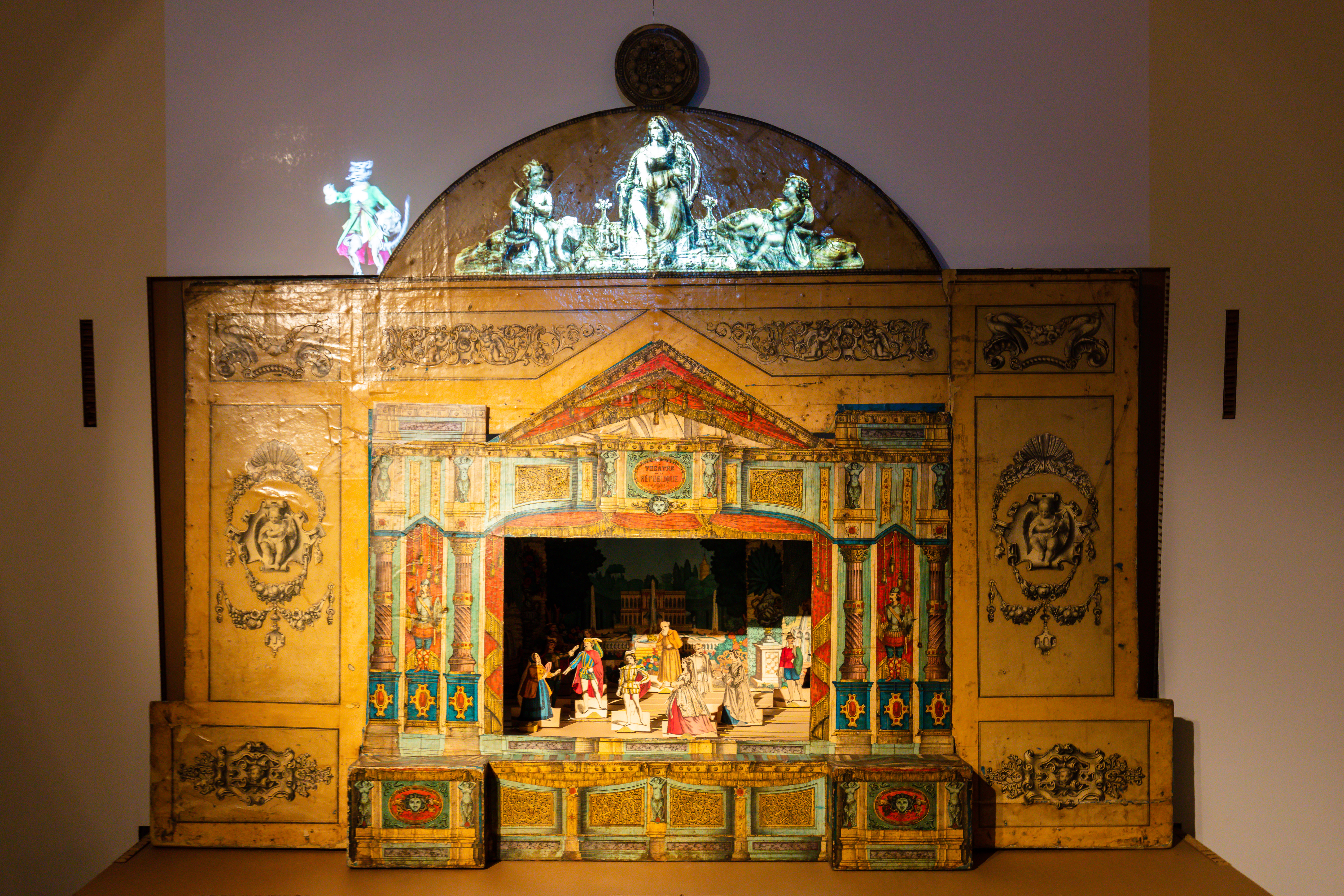
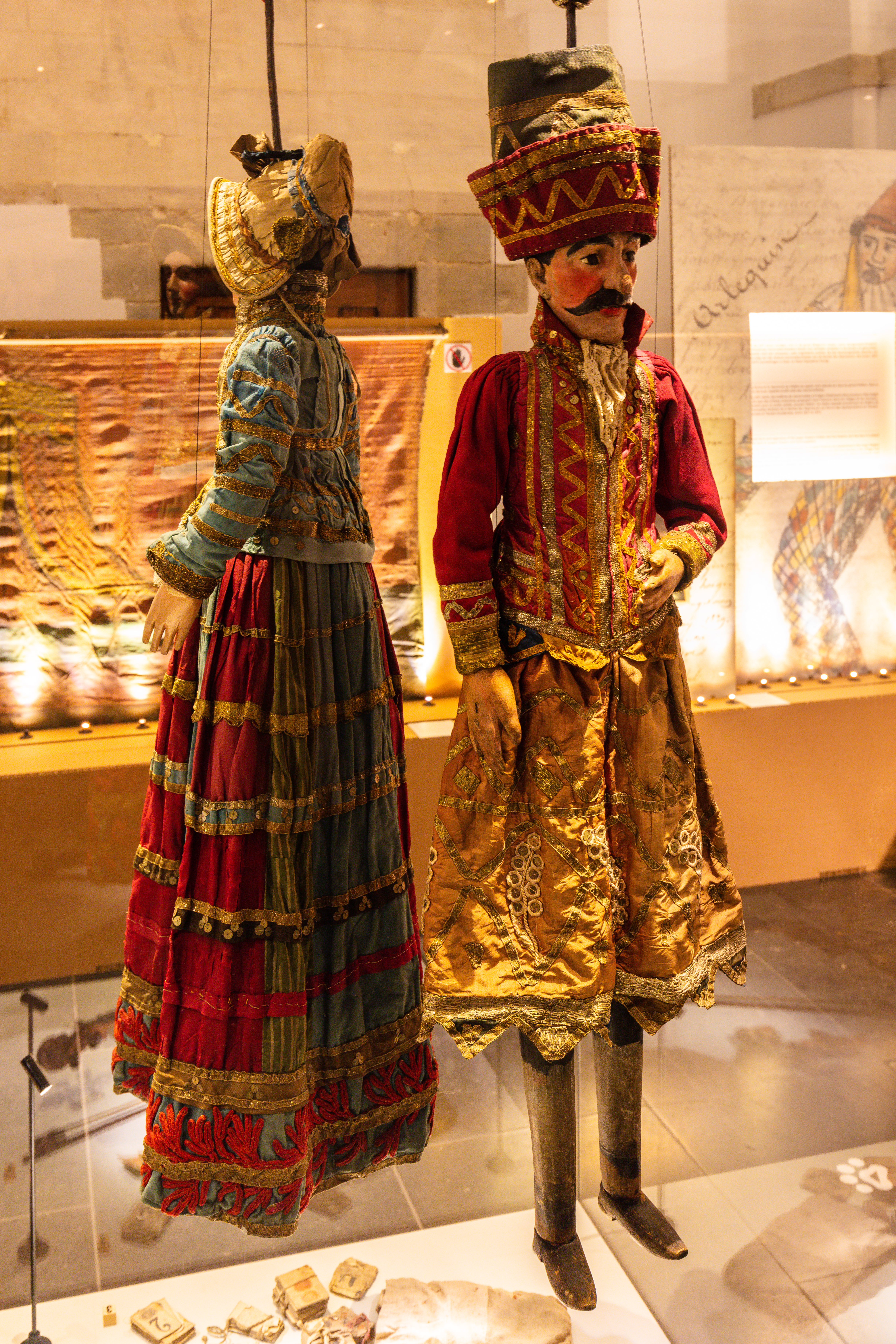
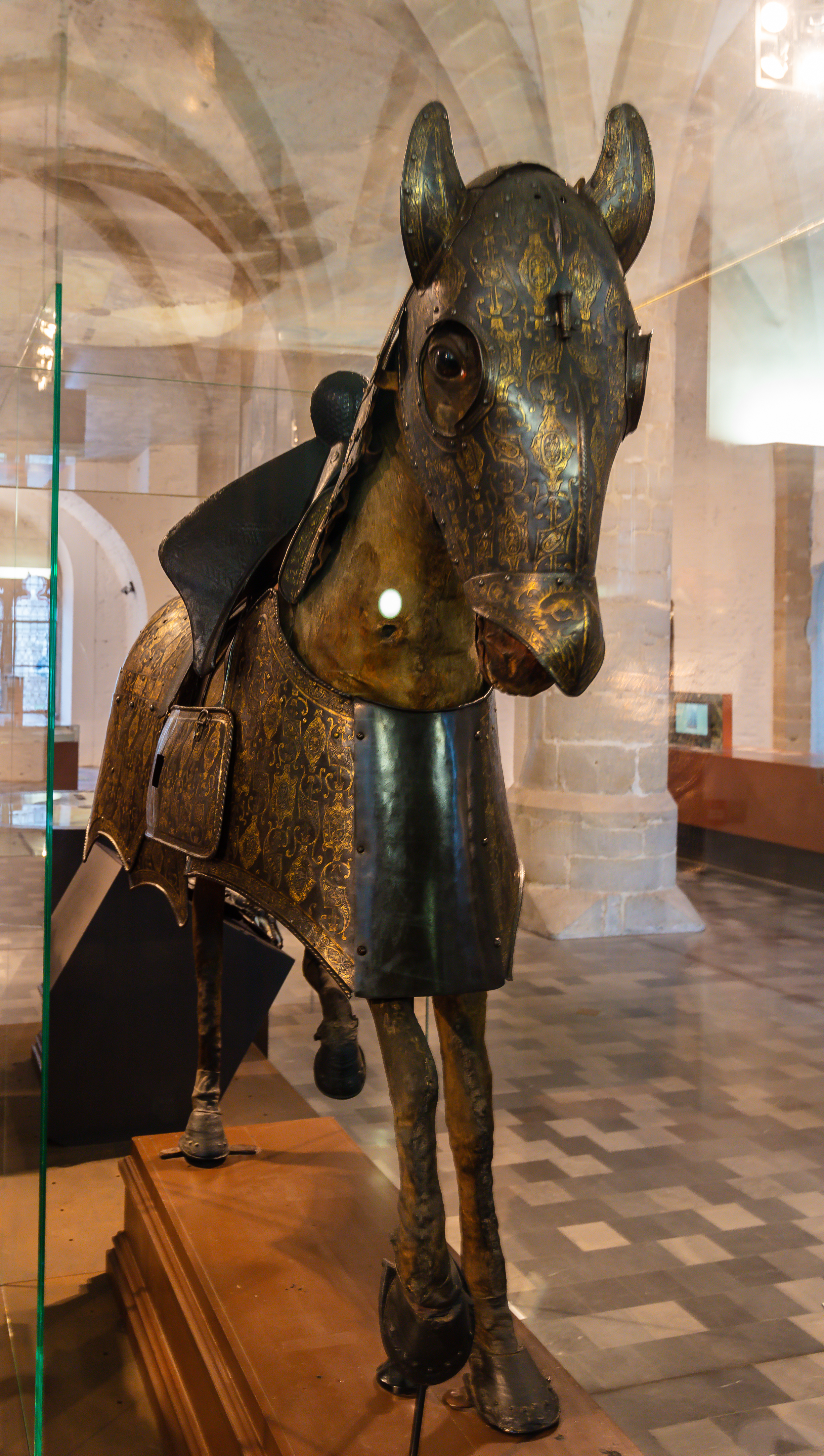
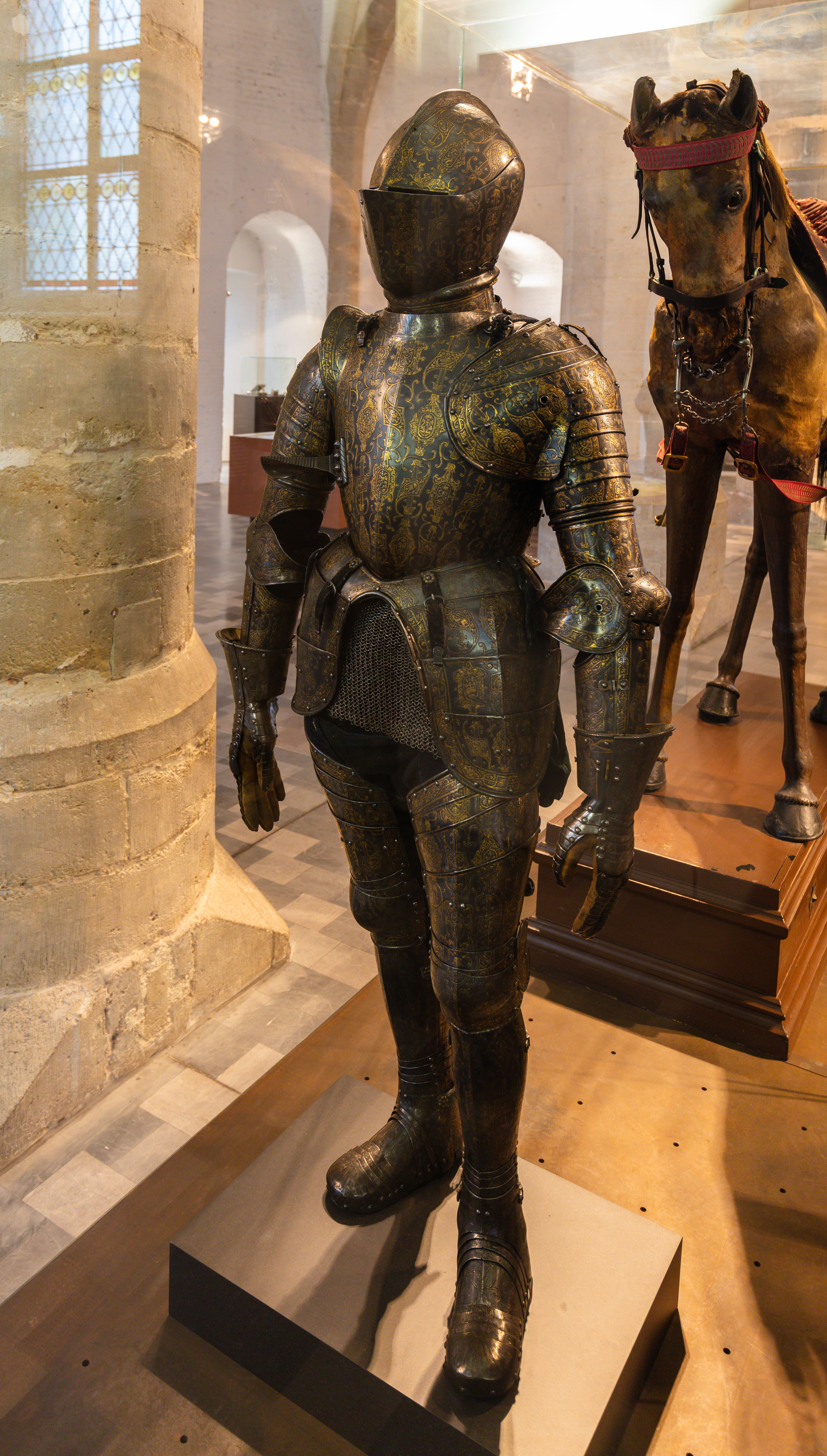

## En el arte
Hacia 1565-1568, Brueghel el Viejo representó la puerta de Hal en su cuadro El vino de la fiesta de San Martín’’.

## Acceso
Se puede llegar a la puerta de Hal por metro, línea 2, estación Porte de Hal/Hallepoort.
Tienen parada en la puerta de Hal las líneas de autobús W, 123 y 365a de TEC, la línea 136 de De Lijn y las líneas 48, N12 y 52 de la STIB

## Galería de imágenes

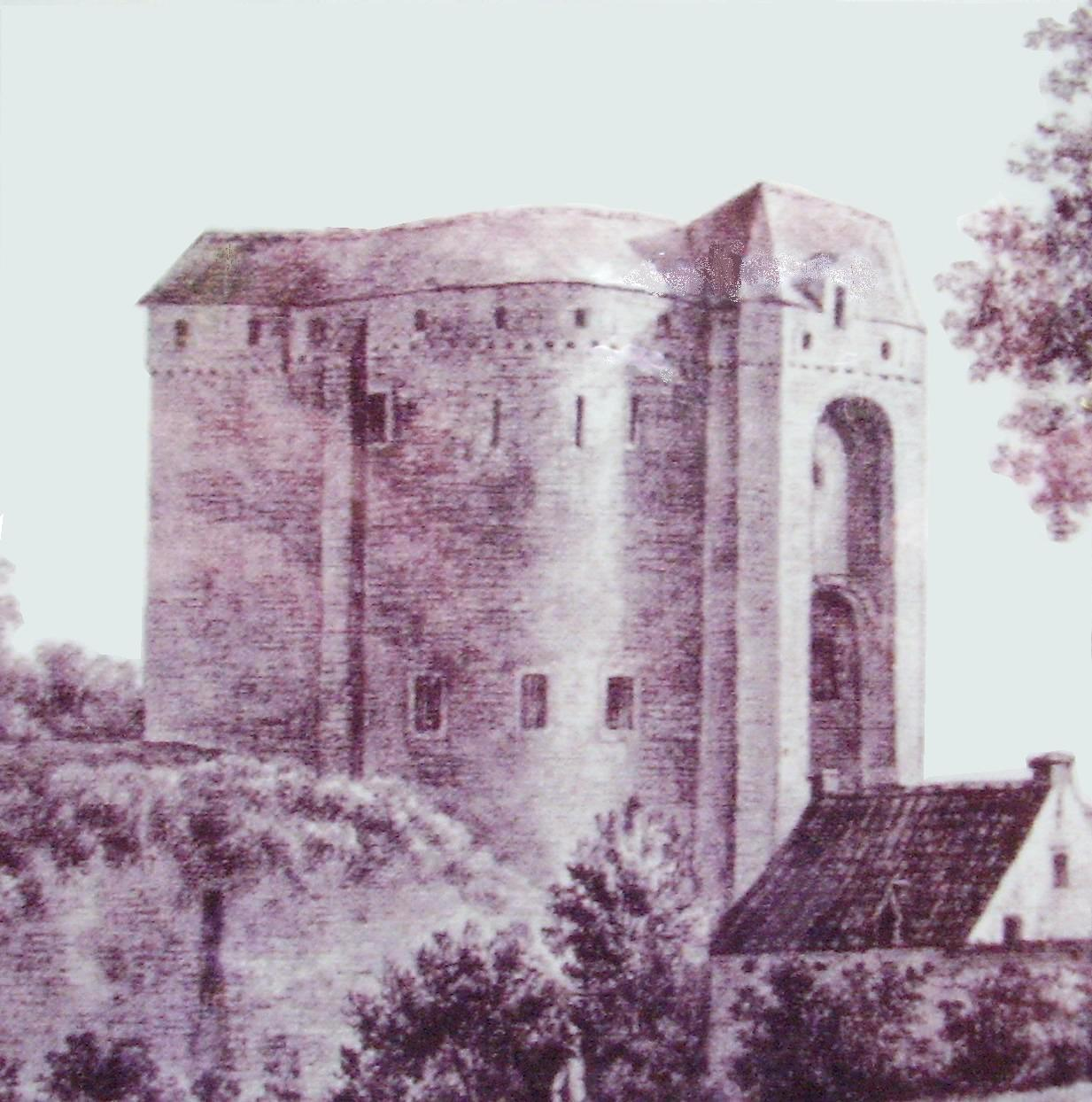
En 1612.
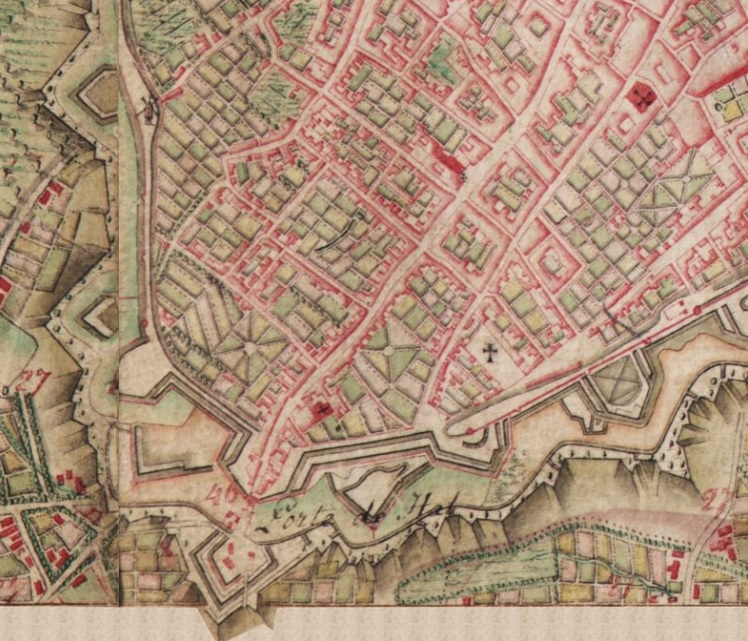
Plano de Ferraris (1777).
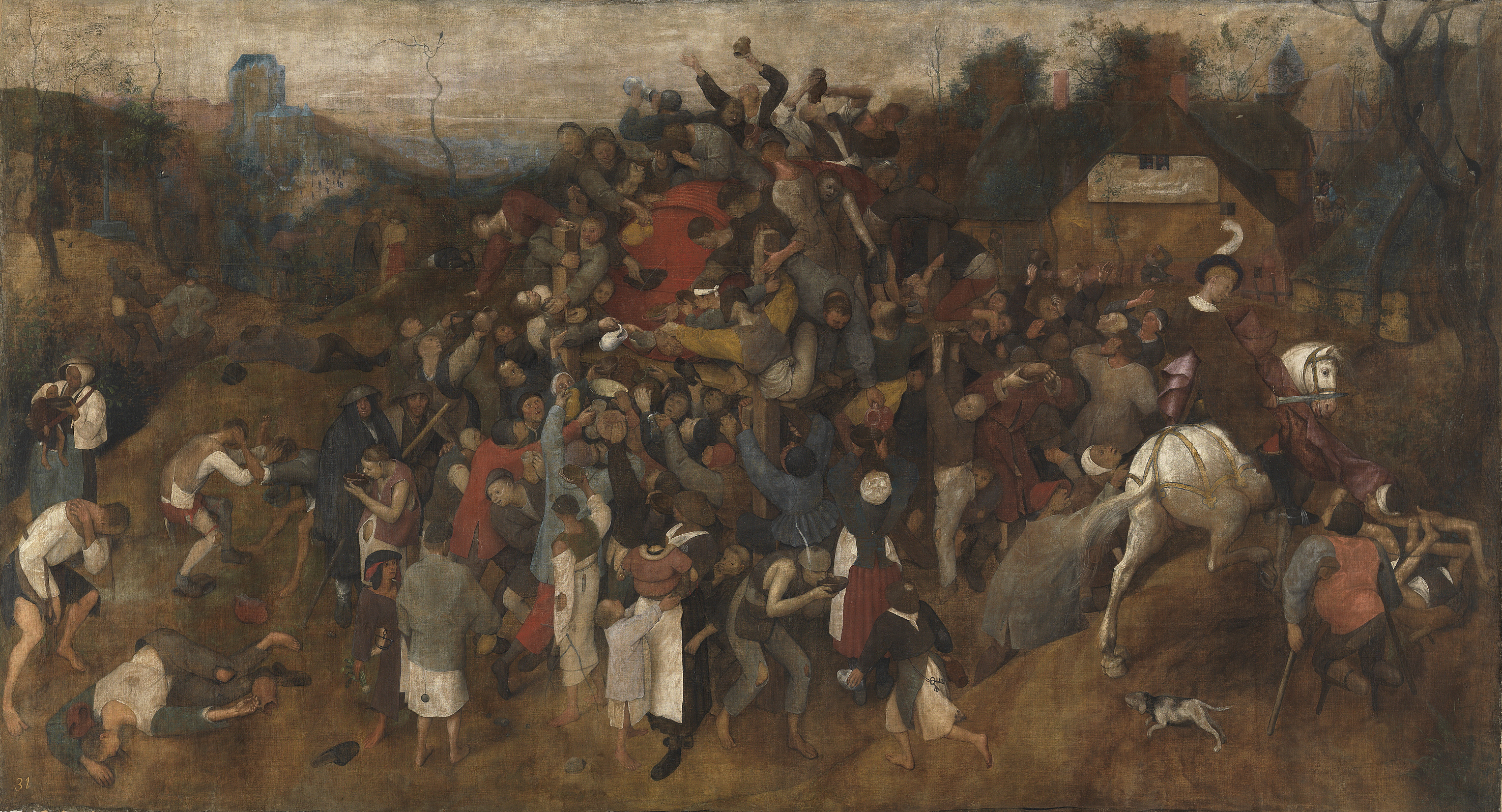
El vino de la fiesta de San Martín, Pieter Brueghel el Viejo, hacia 1565-1568 (la puerta de Hal está representada al fondo a la izquierda).
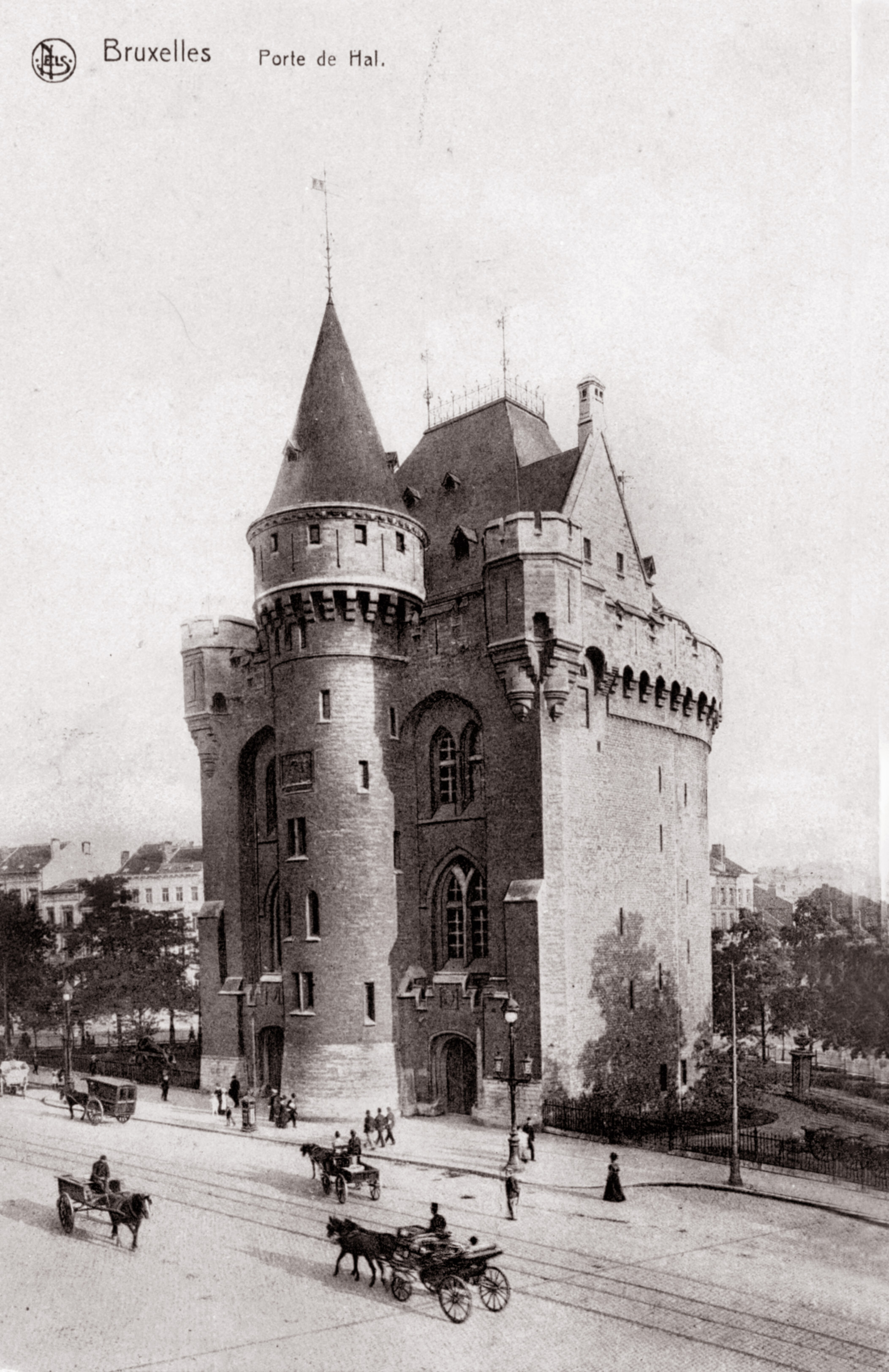
Hacia 1900.
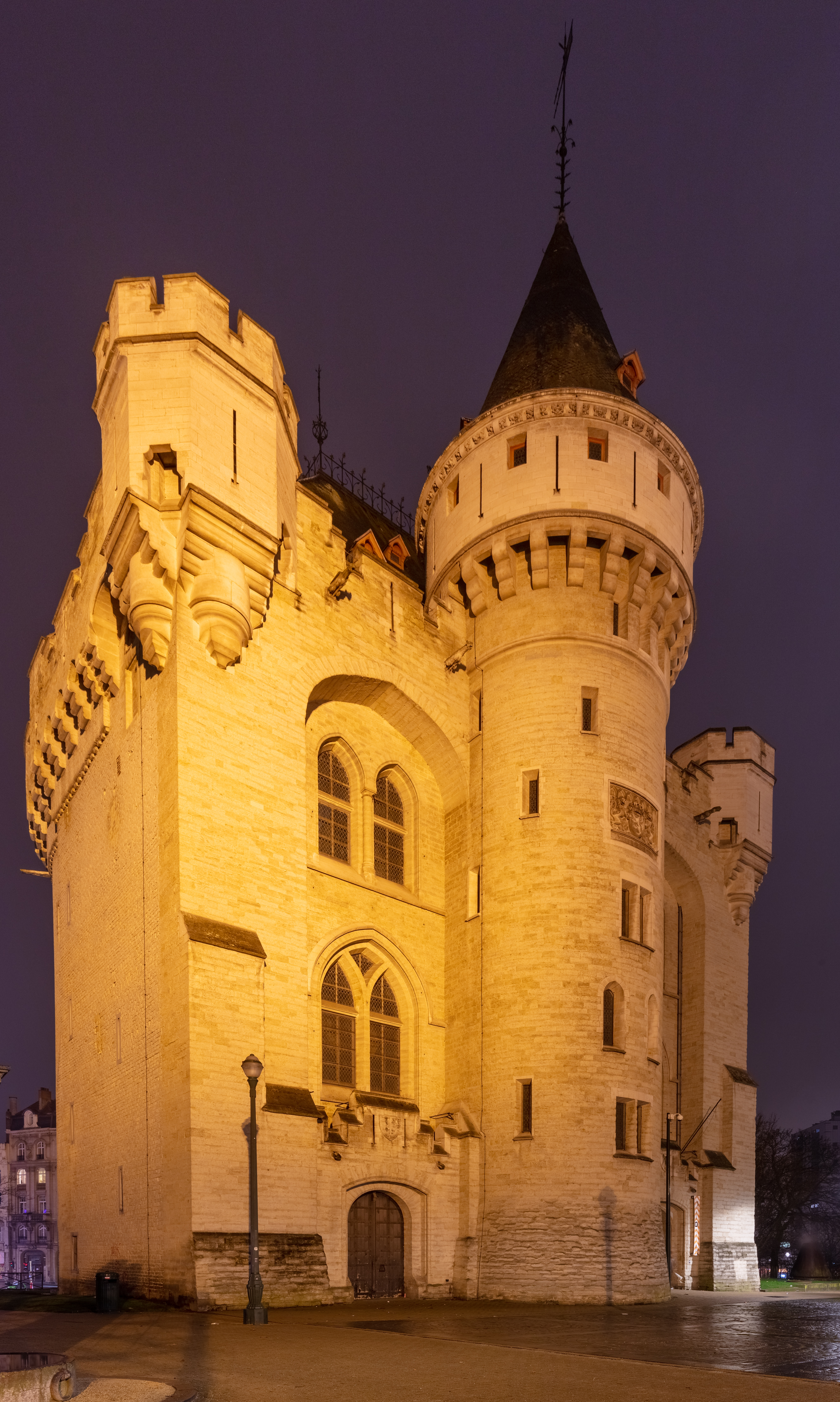
Aspecto nocturno con la fachada hacia el centro histórico (2021)
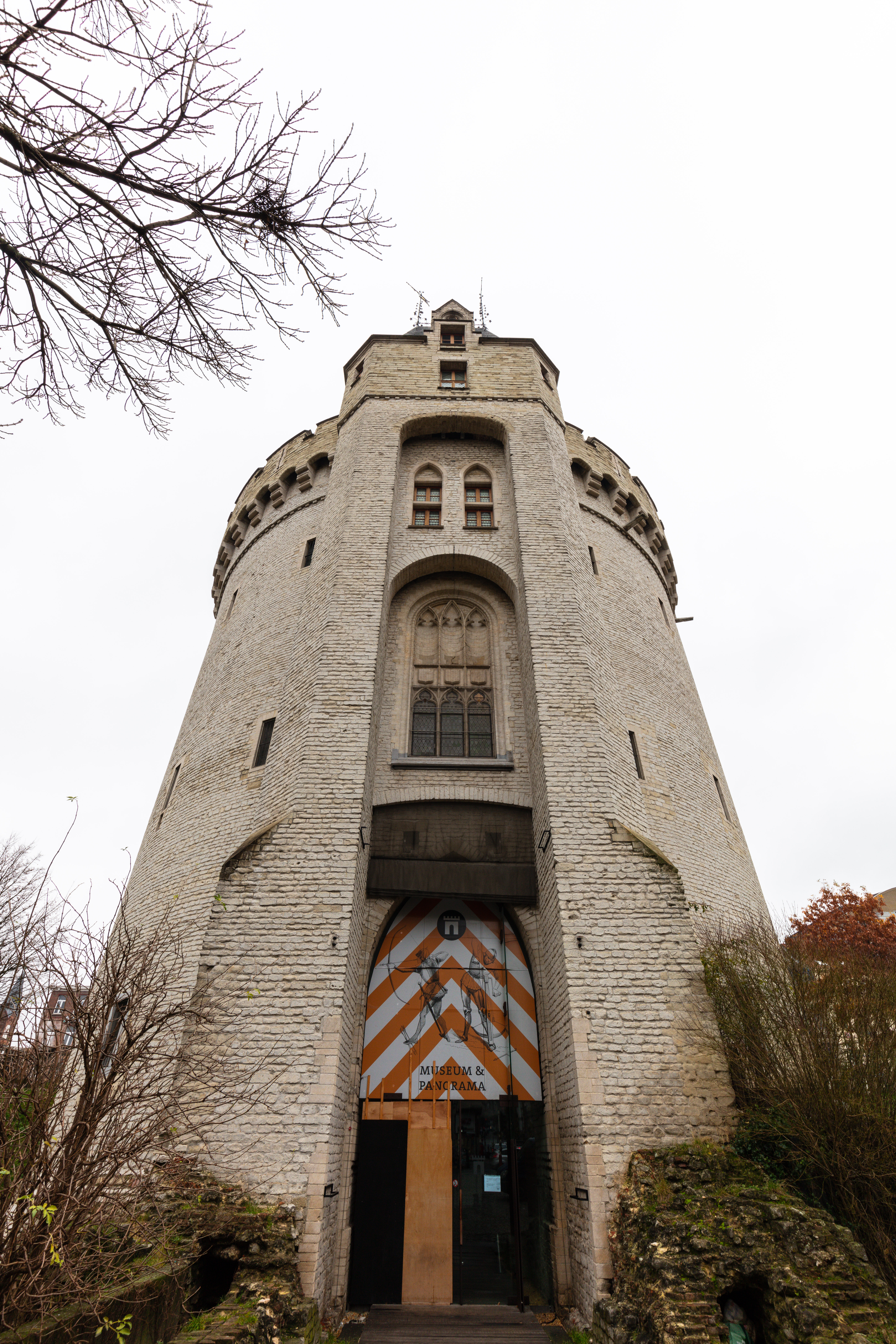
Fachada hacia Saint-Gilles (2021).
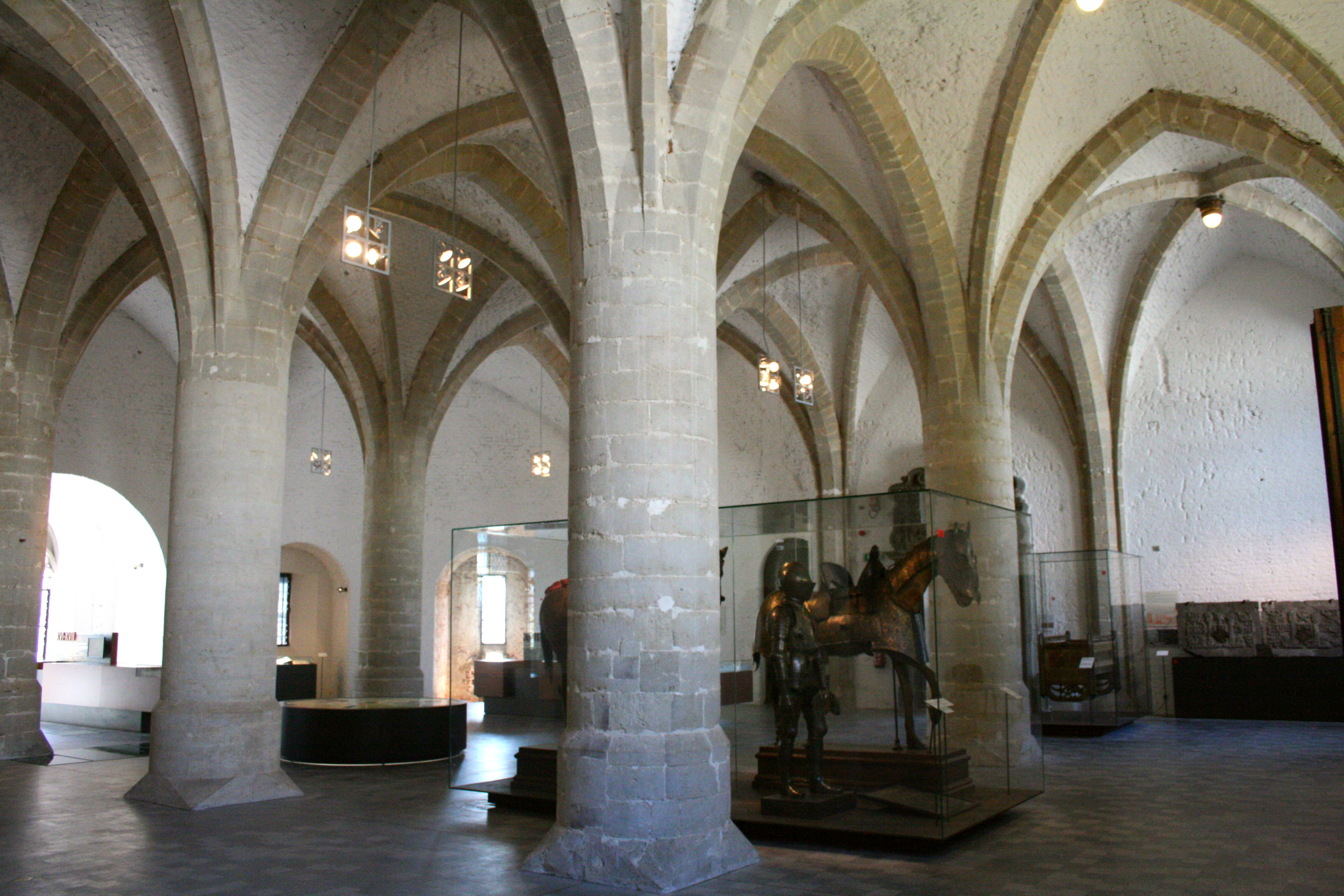
Sala gótica.
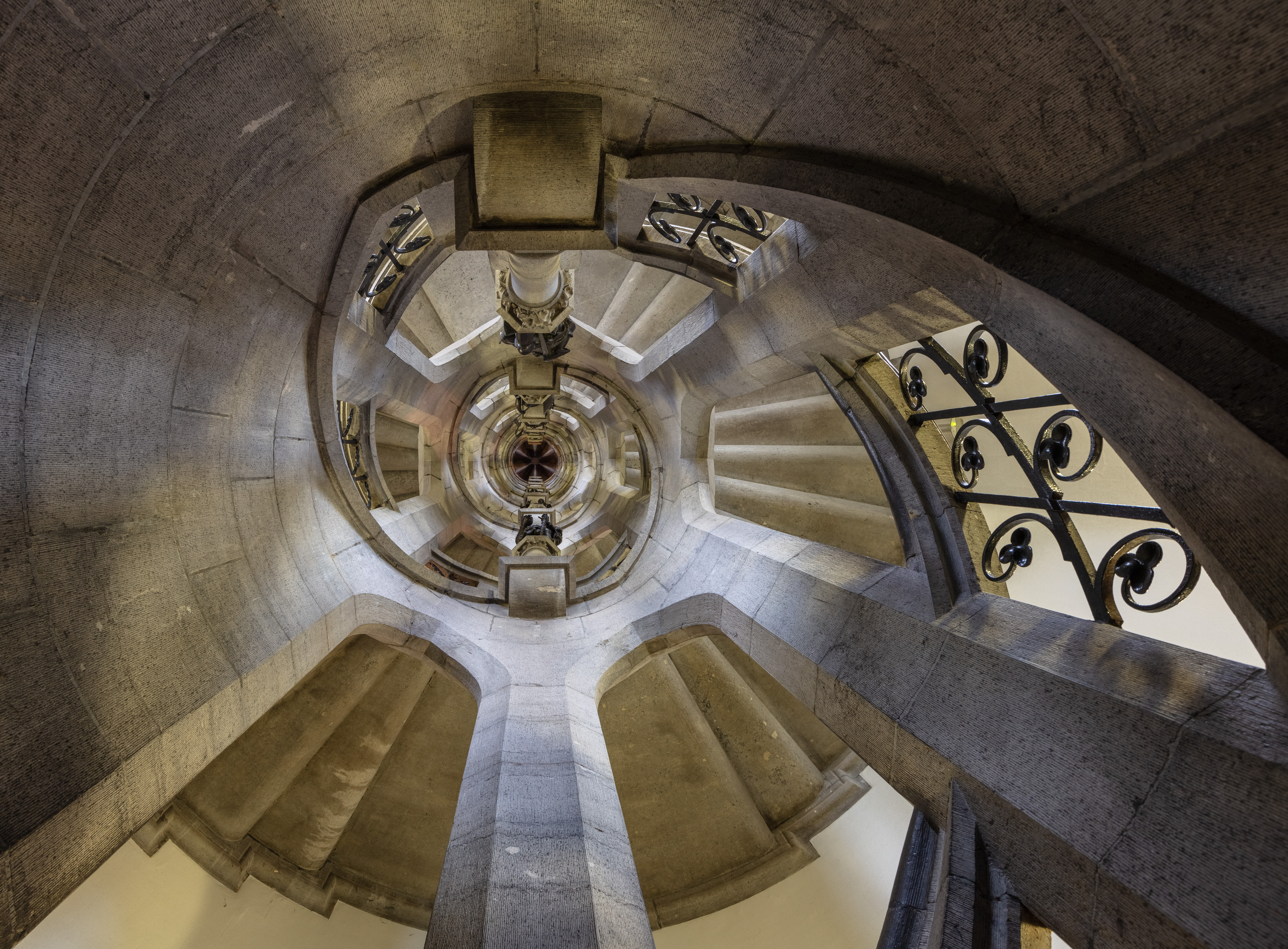
Escalera de caracol.